# Якшино (городской округ Шаховская)
Якшино — деревня в городском округе Шаховская Московской области.

## Население
| 1859 | 1926 | 2002 | 2006 | 2010 |
| ---- | ---- | ---- | ---- | ---- |
| 308  | ↗391 | ↘144 | ↘124 | ↘115 |

## География
Деревня расположена в центральной части округа, примерно в 10 км к югу от райцентра Шаховская, на левом берегу реки Рузы, высота центра над уровнем моря 238 м. Ближайшие населённые пункты — Городище на юго-востоке, Ивановское на востоке, Кстилово на юго-западе и Брюханово на западе.
В деревне Якшино зарегистририровано 7 улиц.
Останавливаются автобусы, следующие до Шаховской.

## Исторические сведения
В 1769 году Якшина — деревня Хованского стана Волоколамского уезда Московской губернии, владение Коллегии экономии (ранее — Левкиева монастыря). В деревне 57 дворов и 174 души.
В середине XIX века деревня Якшино относилась к 1-му стану Волоколамского уезда и принадлежала Департаменту государственных имуществ. В деревне было 49 дворов, 179 душ мужского пола и 224 души женского.
В «Списке населённых мест» 1862 года — казённая деревня 1-го стана Волоколамского уезда Московской губернии по правую сторону Московского тракта, шедшего от границы Зубцовского уезда на город Волоколамск, в 31 версте от уездного города, при колодце, с 58 дворами и 308 жителями (196 мужчин, 112 женщин).
В 1886 году — 66 дворов, 586 жителей.
По данным на 1890 год входит в состав Бухоловской волости, число душ мужского пола составляло 194 человека.
В 1913 году — 85 дворов и земское училище. В 1919 году деревня была передана в Серединскую волость.
По материалам Всесоюзной переписи населения 1926 года — деревня Брюхановского сельсовета, проживал 391 человек (163 мужчины, 228 женщин), насчитывалось 83 крестьянских хозяйства, имелась школа.
С 1929 года — в составе Шаховского района Московской области. До 1939 — центр Якшинского сельсовета.
1994—1995 гг. — деревня Черленковского сельского округа Шаховского района.
1995—2006 гг. — деревня Бухоловского сельского округа Шаховского района.
2006—2015 гг. — деревня сельского поселения Степаньковское Шаховского района.
2015 г. — н. в. — деревня городского округа Шаховская Московской области.